# Мурашово (Щучанський район)
Мурашо́во (рос. Мурашово) — присілок у складі Щучанського району Курганської області, Росія. Входить до складу Ніколаєвської сільської ради.
Населення — 38 осіб (2010, 52 у 2002).
Національний склад станом на 2002 рік: росіяни — 98 %.